# Shirley (namn)
För andra betydelser, se Shirley (olika betydelser).

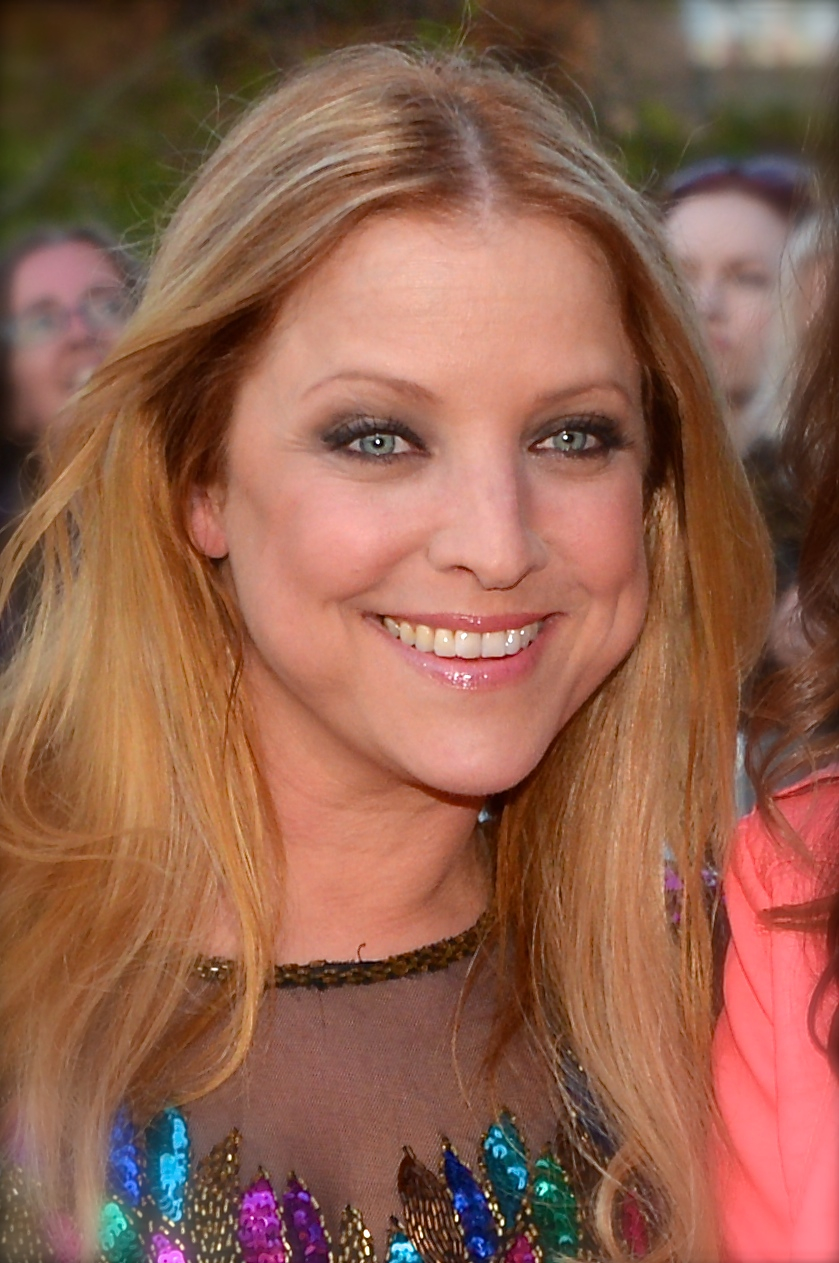
Shirley Clamp, 2013.

Shirley är ett namn. Ursprungligen ett ortnamn, sedan efternamn, sedan mansnamn och idag kvinnonamn.

## Personer med förnamnet Shirley
- Shirley Bassey, brittisk sångerska
- Shirley Clamp, svensk popsångerska
- Shirley Knight, amerikansk skådespelare
- Shirley MacLaine, amerikansk skådespelare
- Shirley Temple, amerikansk skådespelare

## Personer med efternamnet Shirley
- James Shirley, engelsk skådespelsförfattare
- John Shirley, amerikansk författare
- Kevin Shirley, sydafrikansk musikproducent